# 3598 Saucier
3598 Saucier este un asteroid din centura principală, descoperit pe 18 mai 1977 de Howell Bus.